# Boris Savović
Boris Savović (serbisch-kyrillisch Борис Савовић; * 18. Juni 1987 in Trebinje, SR Bosnien und Herzegowina) ist ein serbischer Basketballspieler. Savović begann seine Karriere beim KK Vršac in seiner Heimat, für den er mit Unterbrechungen bis 2012 spielte. Mit KK Budućnost Podgorica wurde er 2010 montenegrinischer Double-Gewinner und mit KK Vršac und KK Roter Stern insgesamt dreimal serbischer Vizemeister und einmal Pokalsieger. In der ABA-Liga gewann er mit diesen Vereinen ebenfalls zweimal die Vizemeisterschaft, nachdem er bereits beim Titelerfolg 2005 im Kader von Hemofarm Vršac gestanden hatte. Seit der Basketball-Bundesliga 2014/15 spielt er für den deutschen Erstligisten Ratiopharm Ulm.

## Karriere
Savović kam 2004 in die damals unter dem Sponsorennamen Hemofarm antretende erste Mannschaft des Vereins aus Vršac. Die Saison 2004/05 war die bis dahin erfolgreichste Spielzeit für den Verein, als man neben dem Titelgewinn in der ABA-Liga und dem Erreichen der Finalspiele in nationaler Meisterschaft und Pokalwettbewerb auch das Halbfinale im europäischen Vereinswettbewerb ULEB Cup 2004/05 erreichte, in dem man nach einem hohen Hinspielerfolg gegen den griechischen Vertreter Makedonikos Kozani jedoch noch ausschied. In der Folge wurde er bei Hemofarm von Miroslav Nikolić trainiert, der auch Auswahltrainer von serbischen Juniorenauswahlmannschaften war und in Vršac eine junge Mannschaft mit Spielern wie Milan Mačvan um sich versammelte. Mit der Mannschaft aus der Vršac erreichte Savović noch zweimal das serbische Pokalfinale sowie 2008 unter Nikolić’ Nachfolgern erneut die Finalserie der ABA-Liga 2008. In der Saison 2009/10 spielte Savović für KK Budućnost aus Podgorica, mit dem er deren nationales Double in Montenegro verteidigte. Anschließend kehrte er jedoch wieder für zwei Jahre zu Hemofarm Vršac zurück, die 2011 eine weitere Vizemeisterschaft in Serbien hinter Serienmeister KK Partizan Belgrad errangen.
Zu Beginn des Jahres 2012 wechselte Savović in die Türkiye Basketbol Ligi zu Galatasaray Medical Park aus Istanbul, mit dem er die Saison 2011/12 zu Ende spielte. In der Play-off-Halbfinalserie um die türkische Meisterschaft schied die Mannschaft gegen den Lokalrivalen und späteren Meister Beşiktaş Milangaz aus.
Während der Verein für die folgende Spielzeit Savović’ ehemaligen Mannschaftskameraden Mačvan verpflichtete, kehrte Savović nach Serbien zurück, wo er mit KK Roter Stern 2013 den nationalen Pokalwettbewerb gewann. Im Finale der ABA-Liga sowie in der nationalen Meisterschaft unterlag man erneut dem Seriensieger und Lokalrivalen KK Partizan. Zu Beginn der Saison 2013/14 bekam er zunächst einen Vertrag bei Bayern München in der deutschen Basketball-Bundesliga, nachdem sich Deon Thompson in der Saisonvorbereitung verletzte. Mit den Münchnern wurde er in derselben Saison Deutscher Meister.
Da sich Savović mehr Spielzeit wünschte, wechselte er zur kommenden Saison zum Ligakonkurrent, ratiopharm ulm. Dort unterschrieb er einen Einjahresvertrag.